# Thecla instita
Thecla instita är en fjärilsart som beskrevs av Druce 1907. Thecla instita ingår i släktet Thecla och familjen juvelvingar. Inga underarter finns listade i Catalogue of Life.